# Carpodaptes
Carpodaptes és un gènere extint de primats de la família dels carpolèstids que visqueren a Nord-amèrica durant el Paleocè, fa entre 56,2 i 66 milions d'anys. Se n'han trobat restes fòssils a les formacions del Paskapoo i Ravenscrag (Canadà) i de Fort Union, el Hoback, Melville i les Wasatch (Estats Units). Juntament amb Elphidotarsius i Carpolestes, encarna una tendència evolutiva cap a unes dents premolars més grosses i complexes en el si de la família dels carpolèstids. El nom genèric Carpodaptes significa ‘frugívor’.